# Quang Phục (xã)
Quang Phục là một xã thuộc huyện Tứ Kỳ, tỉnh Hải Dương, Việt Nam.
Xã Quang Phục là tên gọi từ tháng 10 năm 1947 khi đã sáp nhập 6 xã trong lịch sử: xã Mặc Xá (vốn có thôn Vạn Hộ), xã Bích Cẩm (được thành lập khoảng sau thời vua Nguyễn Đồng Khánh) (có 3 thôn: thôn Bích Lâm (Sầm), thôn Cẩm Mặc (Mắc), thôn An Cống), xã Đồng Tràng, xã An Phòng và xã Thái Lãng (vốn có làng Đông Trù) và Phố Phủ - Phố An Phòng. Từ tháng 8 năm 1945 đến tháng 10 năm 1947, liên xã này có tên là Ái Quốc xã.
Xã Quang Phục có diện tích 6,86 km², dân số năm 2009 là 8596 người, mật độ dân số đạt 1028 người/km².
Quang Phục là xã thuần nông, diện tích nông nghiệp là 2,45 km². 

## Hành chính
Quang Phục có trung tâm hành chính là Thị tứ Quang Phục, phía Bắc xã. Có 7 thôn, 1 thị tứ: Mạc Xá, An Phòng, An Giang, Bích Lâm, Bích Cẩm, Đồng Tràng, Thái An, Thị Tứ Quang Phục.
Ngày 23 tháng 4 năm 2019, Hội đồng nhân dân tỉnh Hải Dương ban hành Nghị quyết số 01/2019/NQ-HĐND, theo đó sáp nhập các thôn An Phòng với An Giang thành An Phòng Giang; thôn Bích Lâm với thôn Đồng Tràng thành thôn Bích Đồng. Như vậy, lúc này xã Quang Phục có 6 thôn gồm: Thôn Mạc Xá, thôn An Phòng Giang, thôn Bích Đồng, thôn Bích Cẩm, thôn Thái An và thôn Thị Tứ

## Phương ngôn
"Đông Trù, Quảng Bí, Khổng Lý, Nghĩa Hy" (về 4 làng xã nhỏ nhất đất Tứ Kỳ xưa. làng Đông Trù sau là xóm Đống Nấm - Thái Lãng, sau lập ra "đội sản xuất Vinh Quang"

## Danh lam, cổ tích
-Nhà thờ An Cống (được xây dựng muộn nhất vào năm 1904) xưa thuộc thôn An Cống, xã Bích Cẩm.
- Nhà thờ Thái Lãng
- Đền thờ Nhị Vị Quan Nghè, tháp Thiên Ngọc Kết thuộc thôn Mạc Xá.
- Đền Mắc thuộc thôn Bích Cẩm.